# 神奈川大学体育会水泳部
神奈川大学体育会水泳部（かながわだいがくたいいくかいすいえいぶ、kanagawa University Swimming Team)は、神奈川大学体育会に属する水泳部。オリンピック選手も輩出し、女子はインカレで活躍。

## 歴史
- 1982年、横浜キャンパス　室内プール（17号館）竣工。
- 2005年、学内強化指定部に認定。
- 2020年、日本学生選手権水泳競技大会で女子選手権獲得[要出典]。

## 本拠地
- 神奈川県横浜市神奈川区横浜キャンパス・プール
  - 25m太陽光温水プール（水深：1.1m～1.5m）
- 合宿地として静岡県浜松市や、グアムに行くこともある。

## ユニフォーム
チームカラーはスクールカラーであるプラウドブルーや濃紺、青色。勝負色には赤も用いる。

## 成績
- インカレ女子
  - 2017年日本学生選手権水泳競技会（インカレ）では6年連続シード権確保（女子シード4位）[1]。
  - 2018年日本学生選手権水泳競技会（インカレ）女子800ｍフリーリレー種目(藤津加奈子、谷頭聖、望月絹子、寺本瑠美)、日本代表選手を揃える強豪校を抑え優勝。
- インカレ総合
  - 2018年総合成績2位（328.0点）[2]

## 関連人物

### 出身者
- 種田恵  - 2008年北京オリンピック　200m平泳ぎ日本代表。200ｍ平泳ぎ8位入賞
- 久保木怜（2012年度卒業）- 200m背泳ぎ、インカレ優勝
- 渡辺耶唯（2014年度卒業） - 200mバタフライ インカレ優勝
- 藤田真平 - 2015年度水泳部主将、東北大震災で故郷の宮城県気仙沼市のプールも被災した過去をもつ[3]
- 後藤真由子 - 東京2020水泳連盟強化選手、「Jaked Elite Team（ジャケッドエリートチーム）」の所属選手。フットマーク株式会社に入社[4]。